# Le Paquet cadeau
 (mai 2018).
Si vous disposez d'ouvrages ou d'articles de référence ou si vous connaissez des sites web de qualité traitant du thème abordé ici, merci de compléter l'article en donnant les références utiles à sa vérifiabilité et en les liant à la section « Notes et références ».
Pour plus de détails, voir Fiche technique et Distribution.
Le Paquet cadeau (Gift Wrapped) est un dessin animé de la série Looney Tunes réalisé par Friz Freleng et sorti en 1952. C'est le seul cartoon de Titi et Grosminet entré dans le domaine public.